# Tofslärkor
Tofslärkor (Galerida) är ett släkte i familjen lärkor inom ordningen tättingar Släktet omfattar sex arter som förekommer i Europa, Asien till Korea och Indien samt i Afrika:
- Stornäbbad lärka (G. magnirostris)
- Sollärka (G. modesta)
- Deccanlärka (G. deva)
- Lagerlärka (G. theklae)
- Malabarlärka (G. malabarica)
- Tofslärka (G. cristata)